# Aegialia amplipunctata
Aegialia amplipunctata är en skalbaggsart som beskrevs av Gordon och Cartwright 1988. Aegialia amplipunctata ingår i släktet Aegialia och familjen Aegialiidae. Inga underarter finns listade i Catalogue of Life.